# Brusselsepoort (Maastricht)
Pour les articles homonymes, voir Porte de Bruxelles.
Brusselsepoort est le nom d'un quartier situé à l'ouest du centre-ville de Maastricht.

## Toponymie
Le nom du quartier est dérivé de la porte bruxelloise qui se tenait à la fin de la rue de Bruxelles (Brusselsestraat) vers 1870.

## Géographie

### Situation
Brusselsepoort se trouve à l'est du centre-ville (Koningin Emmaplein) et de Hoge Fronten (aussi appelée ligne de Du Moulin). Sur le côté sud de Brusselsepoortse trouve Mariaberg et Belfort, à l'ouest se trouve Pottenberg, au nord-ouest Malpertuis, et au nord Caberg.
La Koningin Emmaplein, la Brouwersweg, la Beeldsnijdersdreef, la Porseleinstraat et la Nobellaan forment la frontière avec les autres quartiers. La Sint Annalaan, la Via Regia et la Brusselseweg sont les principales rues du quartier.

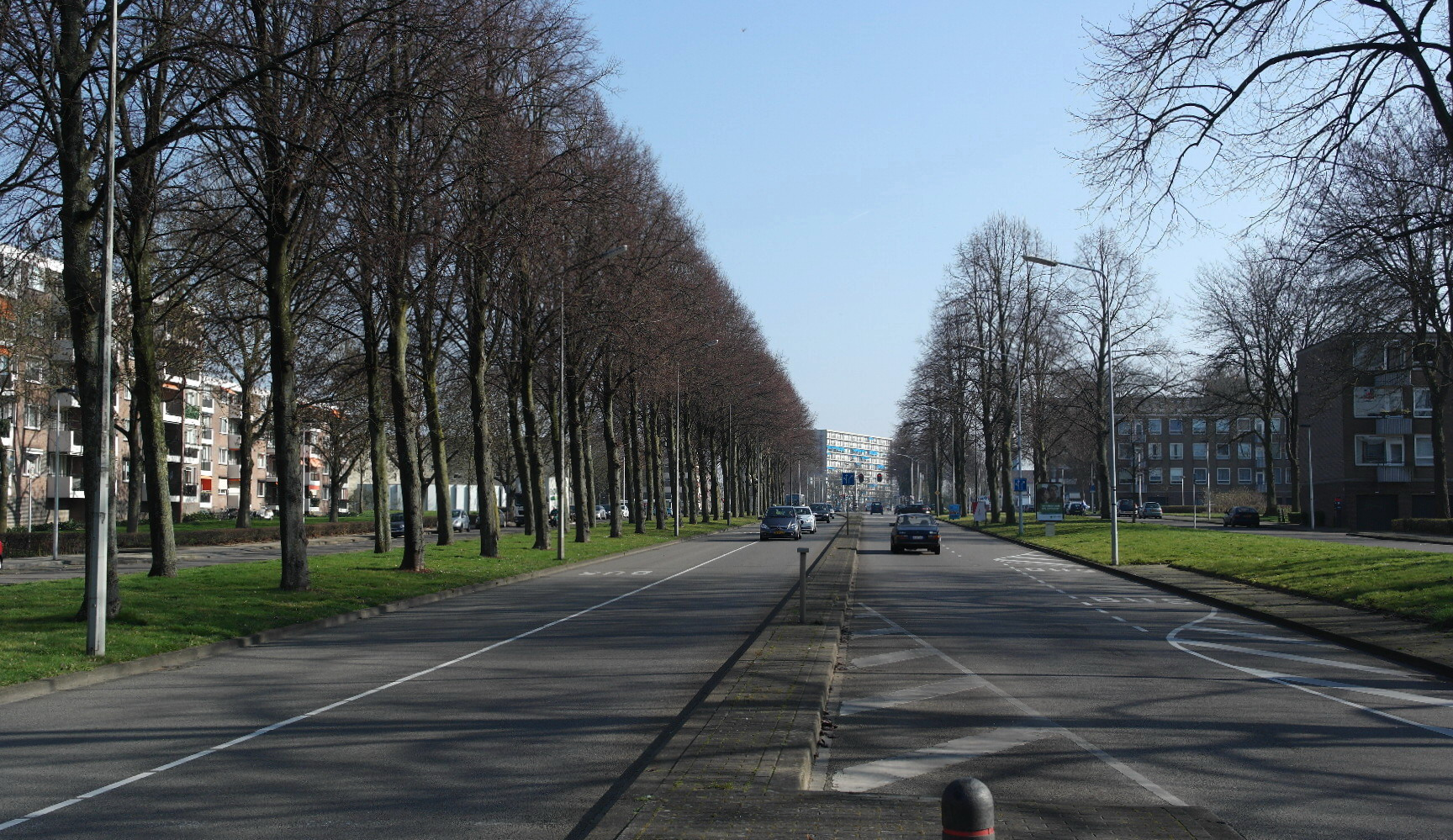
La Via Regia à Brusselsepoort.
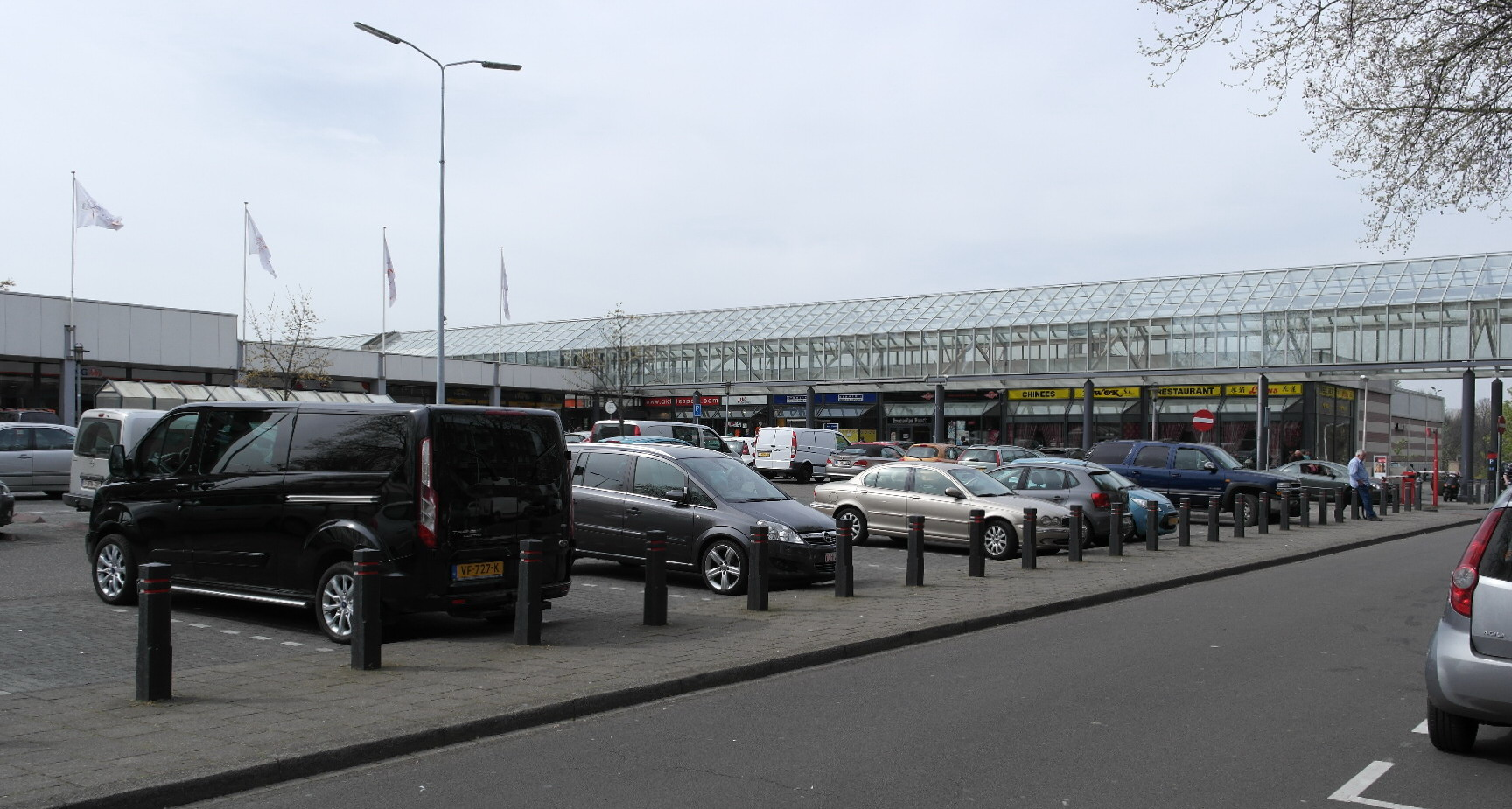
Centre Brusselse Poort.
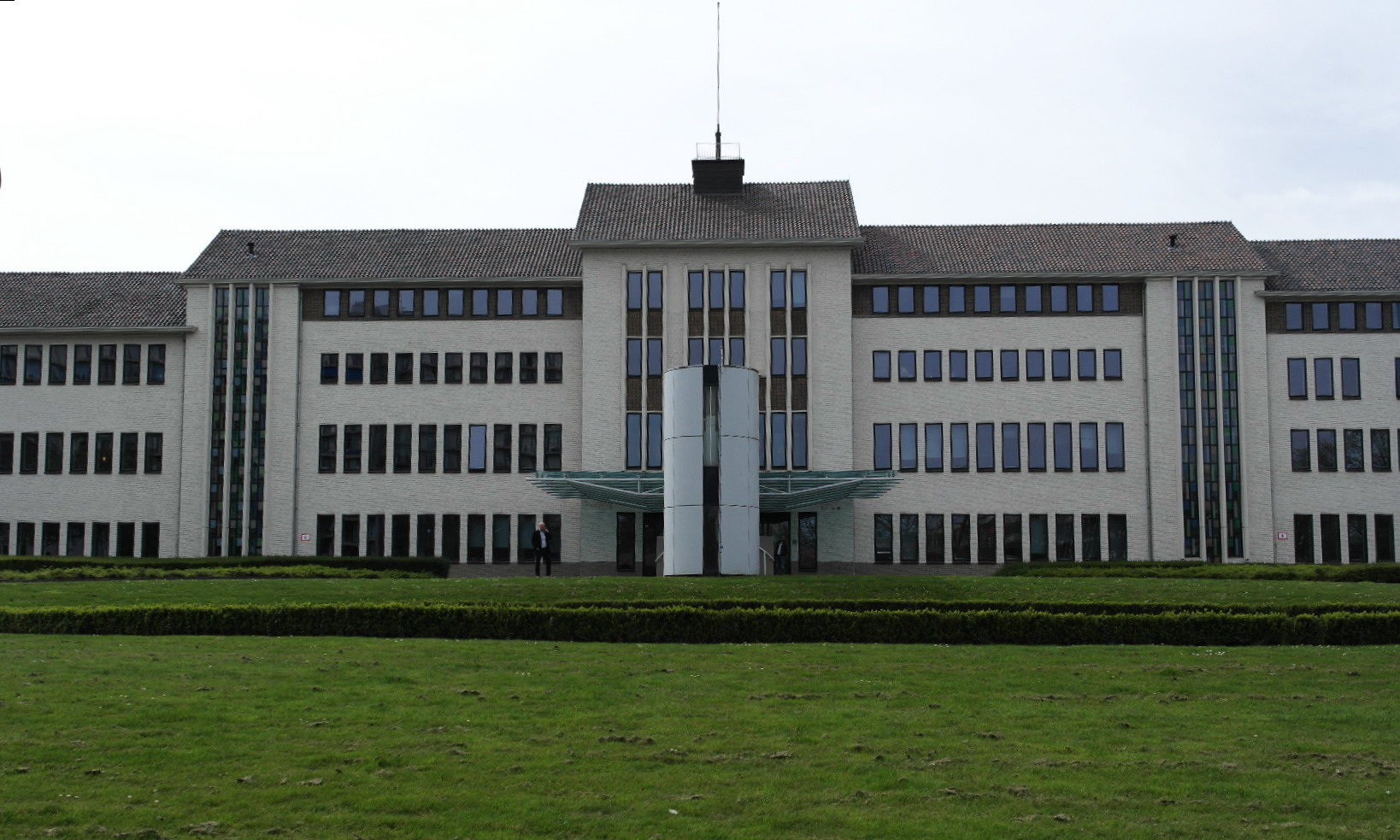
Ancien hôpital Saint-Annadal, actuel palais de justice.

### Urbanisme
Brusselsepoort se compose de différents ensembles construit à des périodes différentes. La partie la plus ancienne a été érigé entre 1900 et la Seconde Guerre mondiale sur les fortifications de Maastricht. Ce sont les maisons situées dans les rues entourant église Saint-Lambert (Victor de Stuersstraat, Pastoor Habetsstraat, avenue Sainte-Anne) et de simples maisons autour de la place d'Orléans (Orleansplein). En outre, certains des bâtiments sur la Brusselseweg sont d'avant-guerre.
La partie la plus récente de Brusselsepoort se trouve à l'ouest de la place d'Orléans et se compose de hauts immeubles (dont le bâtiment Via Regia) et de maisons familiales (également appelés pensionnat « De Ravelijn » à partir de 1956. À l'arrière de l'ancien hôpital Saint-Annadal a été construit, en 1990, une nouvelle zone de stationnement.

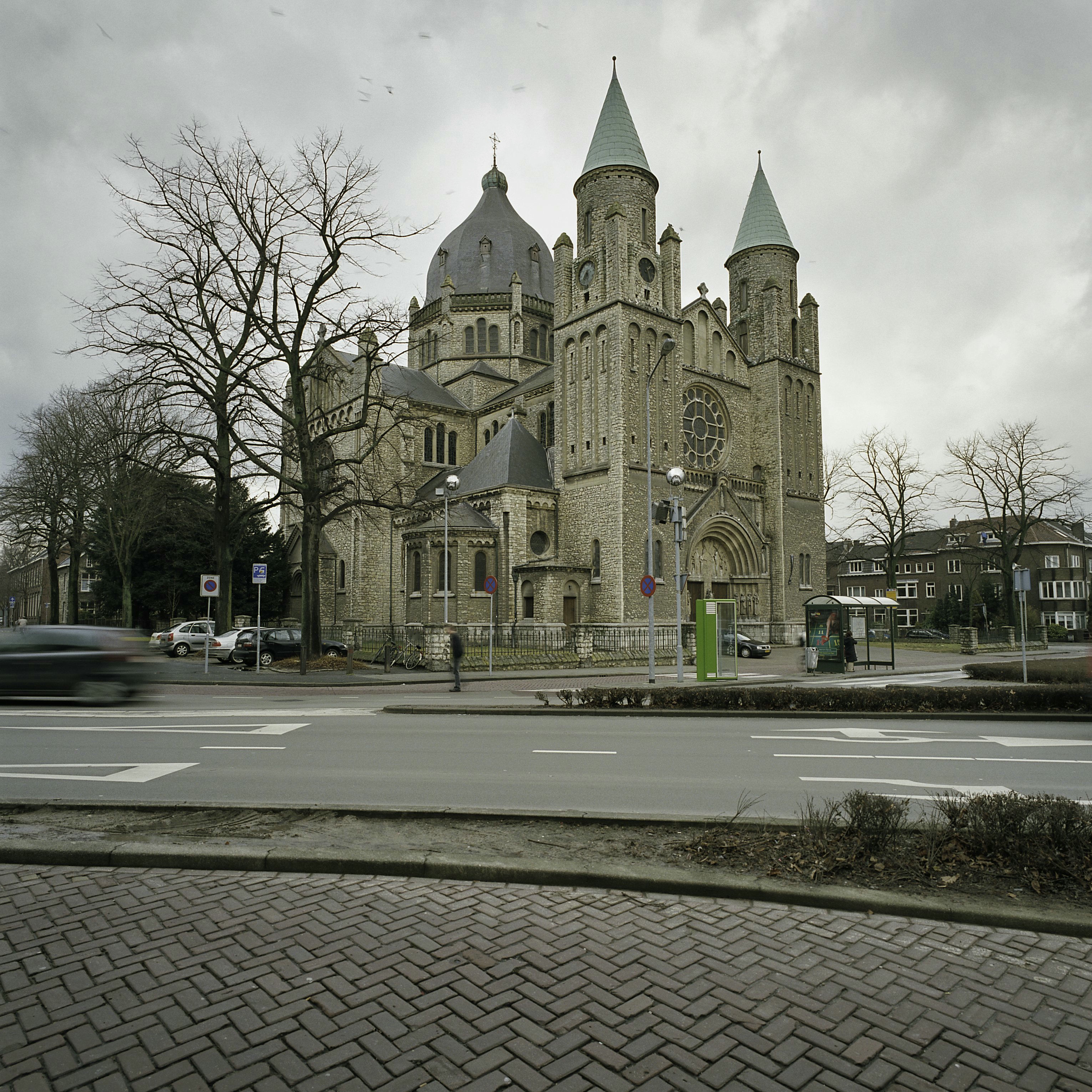
Avenue Sainte-Anna avec l'église Saint-Lambert.
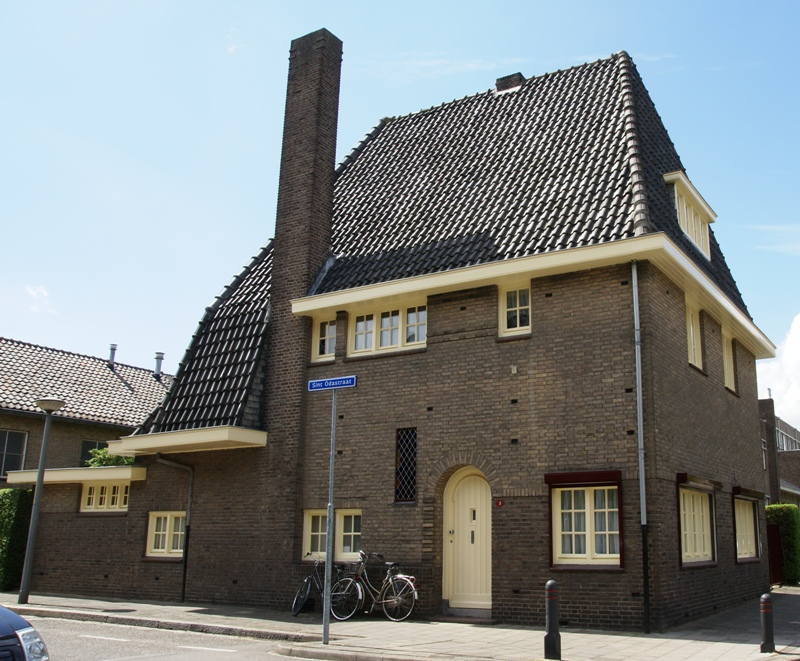
Aumônerie de l'église saint Lambert.
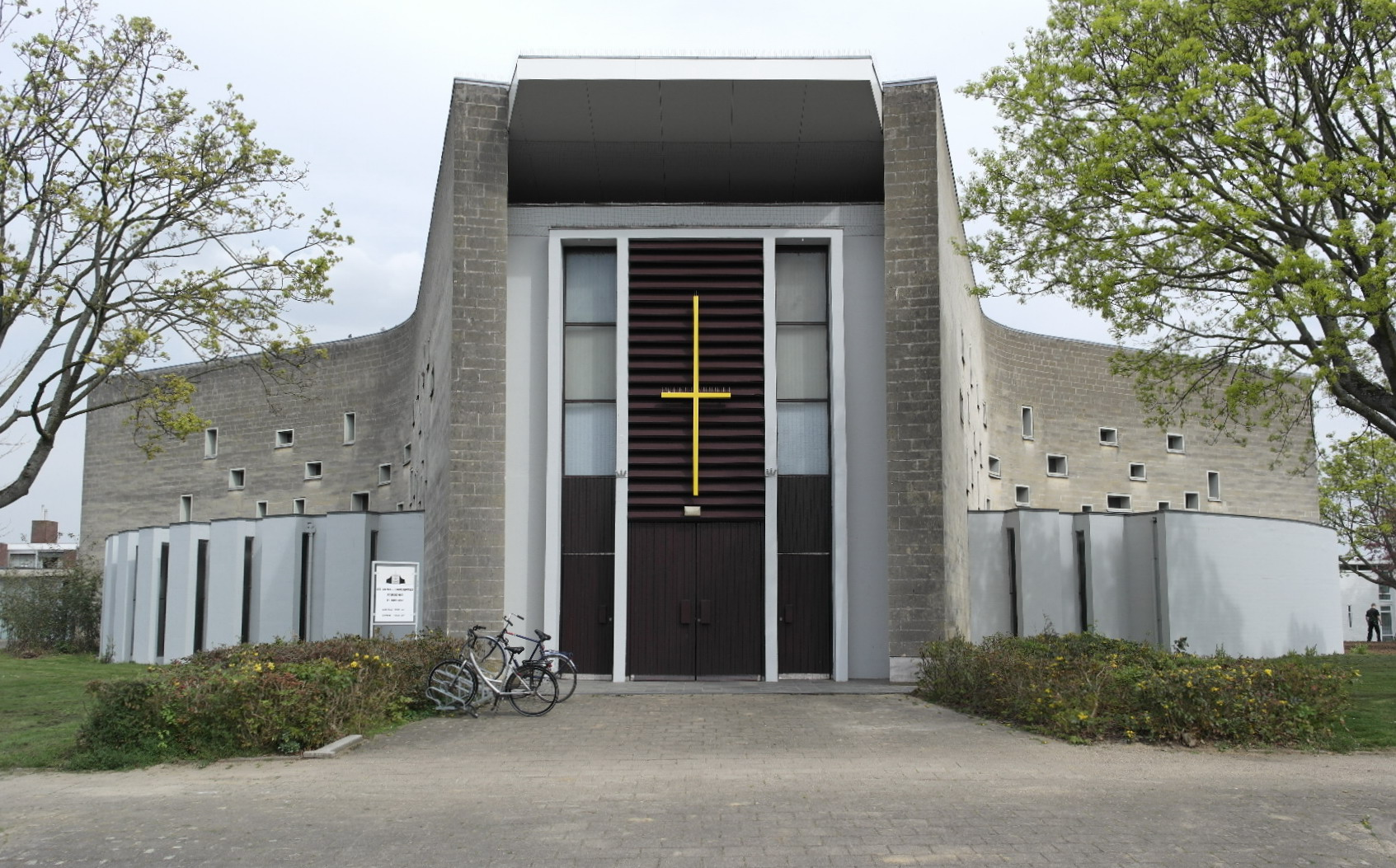
Église Sainte-Anne.
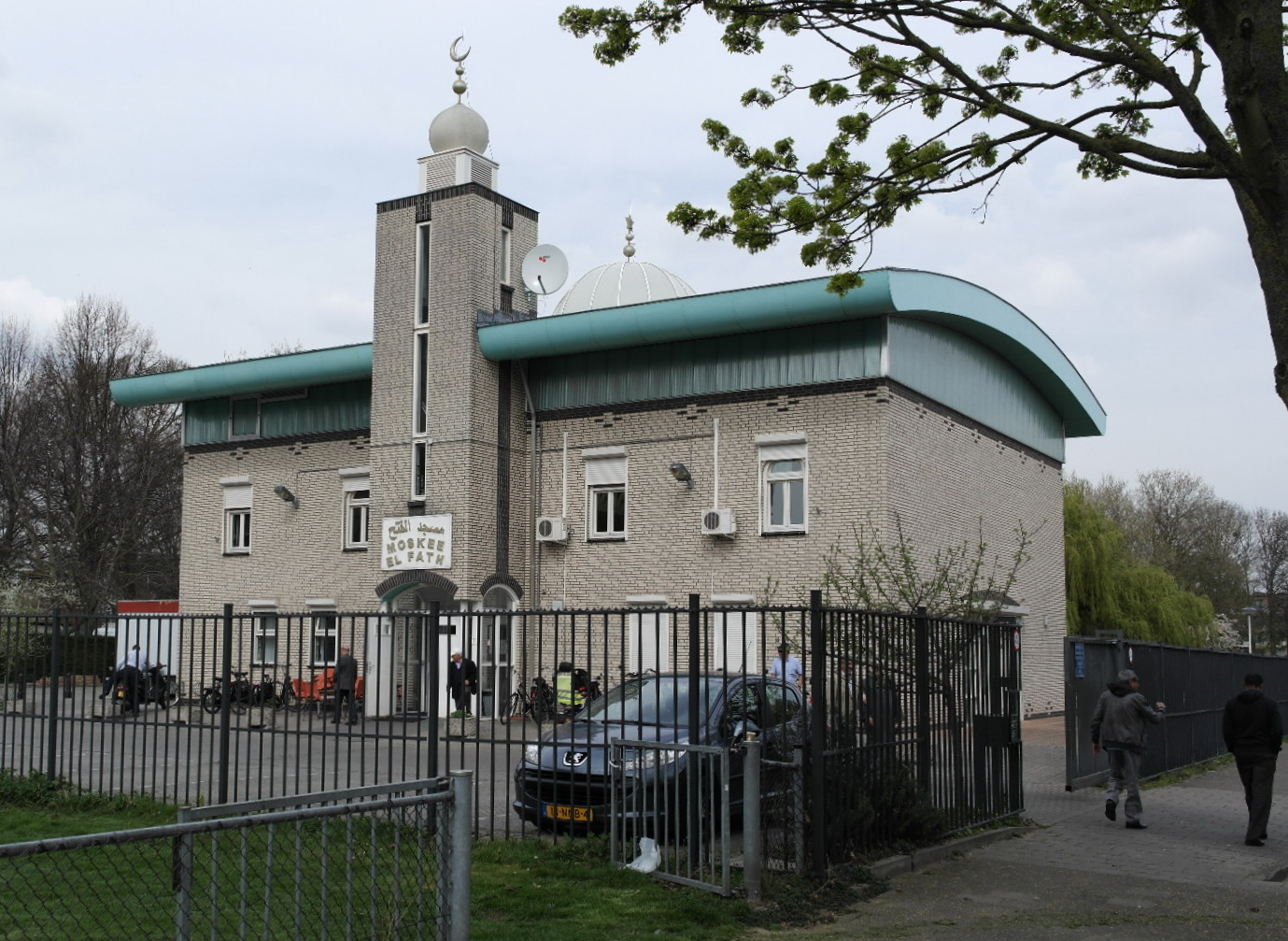
Mosquée « El Fath ».
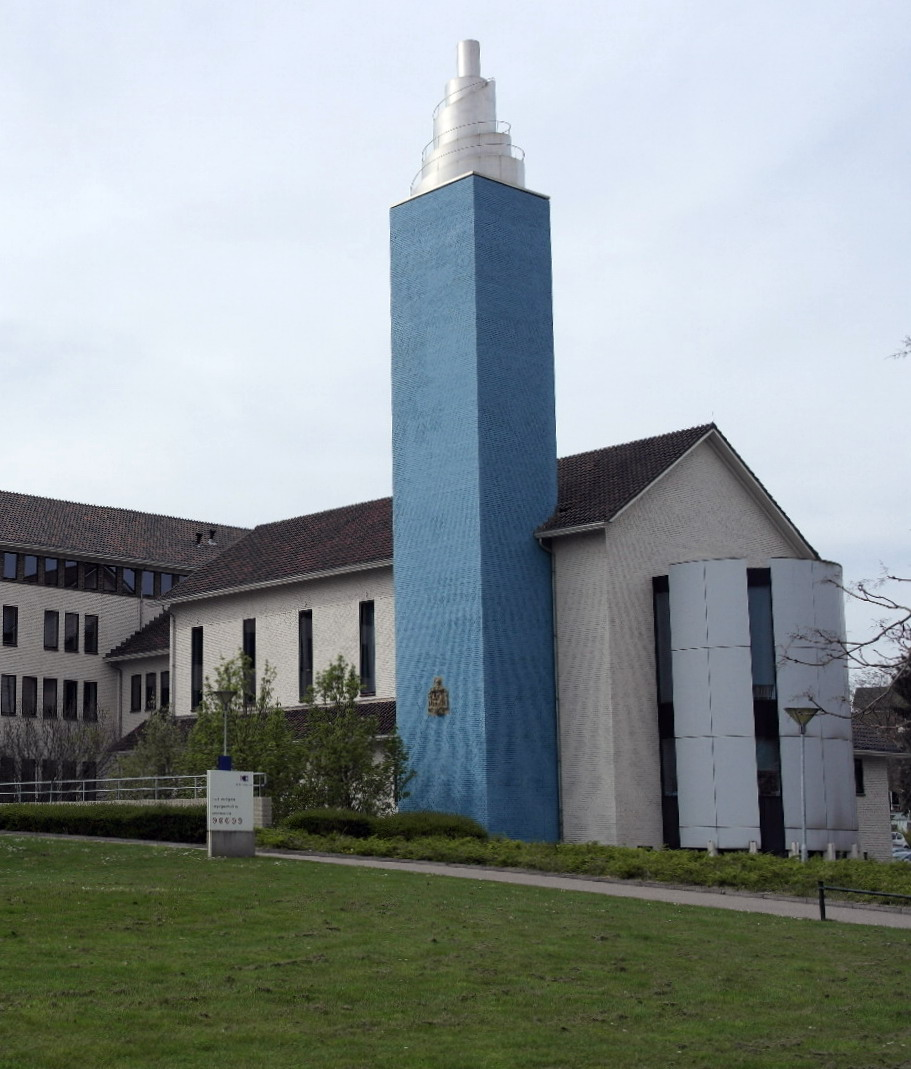
Ancienne chapelle Saint Annadal.
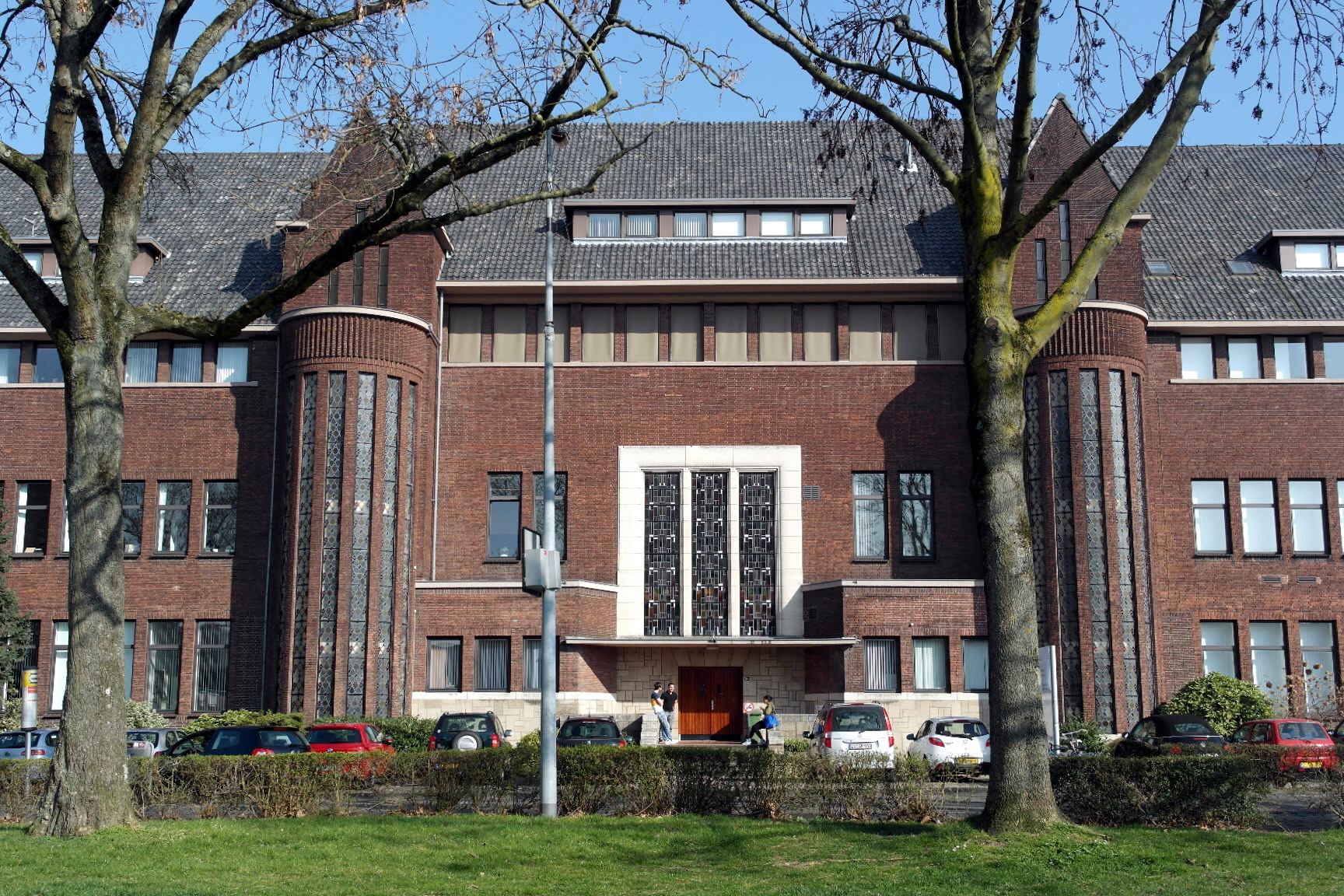
École maternelle Immaculée.
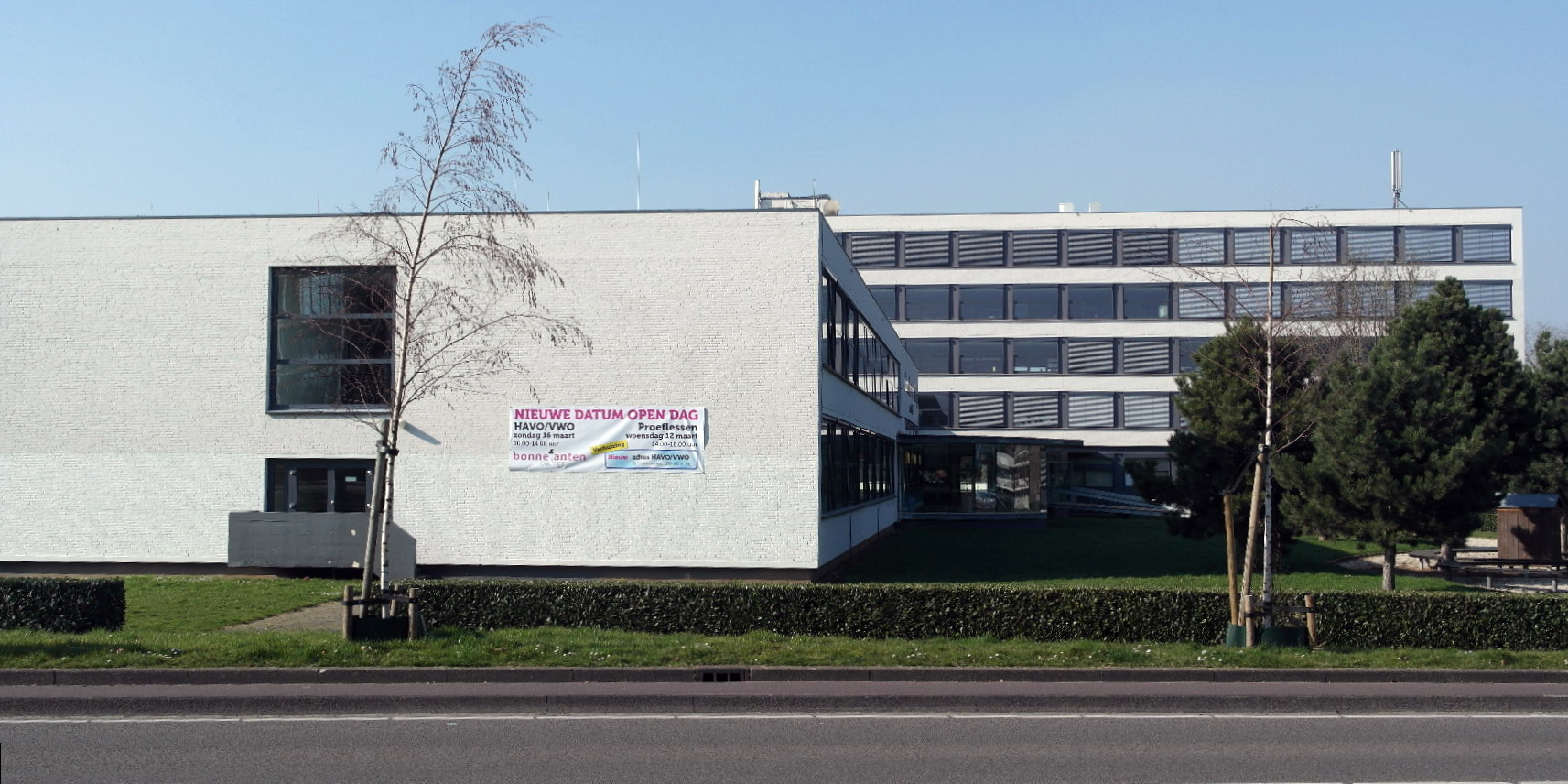
Collège des Bons-Enfants.
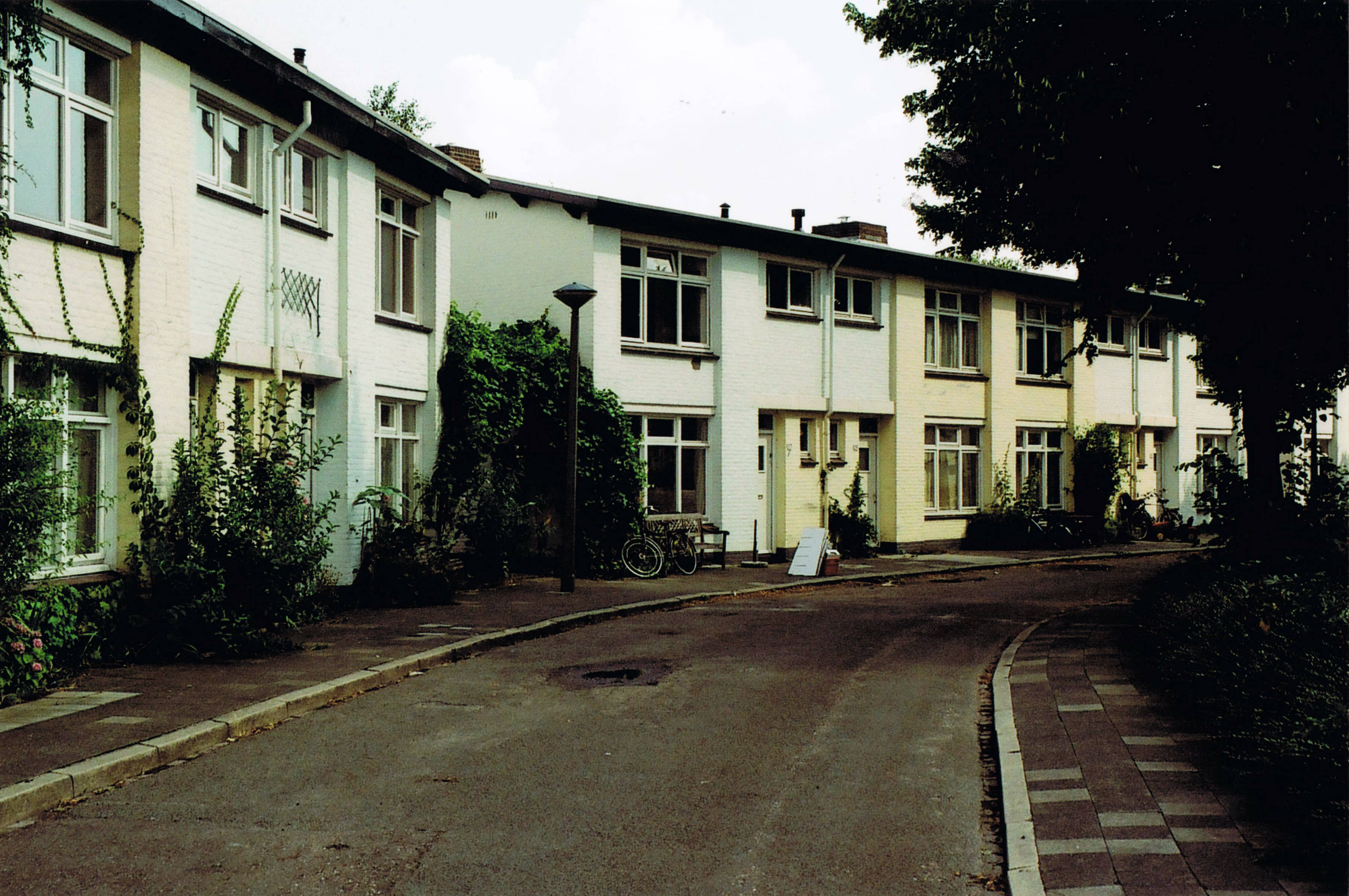
Ancien pensionnat « De Ravelij »n.

## Population et société

### Culture
Le monument le plus imposant du quartier est l'église néo-byzantine Saint-Lambert construite par Hubert van Groenendael en 1914. Cette église monumentale a été récemment restauré après des années d'abandon. L'église est la propriété de la coopérative d'habitation Servatius et était initialement utilisé comme siège social de la société. Une partie du projet Campus de Maastricht devait s'y trouver, mais, en raison de difficultés financières, ce projet a été abandonné. L'aumônerie adjacente est un monument national.
Un autre monument important est l'école maternelle Immaculée sur la Brusselseweg. Le bâtiment, dont le style renvoie à l'école d'Amsterdam, a été conçu par l'architecte A. Swinkels en 1931. L'ancien hôpital Saint-Annadal est du même architecte, et fut en majeure partie construite pendant la Seconde Guerre mondiale. Ce bâtiment n'est, toutefois, pas un monument national.

### Services
Brusselsepoort a des caractéristiques importantes au niveau régional et interrégional. En effet, la présence d'un grand centre commercial couvert, le Brusselse Poort, attire des visiteurs des alentours. Dans l'ancien hôpital Saint-Annadal se trouve aujourd'hui le siège du tribunal du Limbourg. Dans une autre partie du se trouvait, le campus maastrichtois de l'université japonaise Teikyo. L'Université Zuyd a une succursale sur la Brusselseweg (pour former des enseignants de l'école primaire). Sur le Eenhhoornsingel se trouve le secteur vmbo du Collège des Bons-Enfants.
Le  quartier compte une église protestante et une mosquée marocaine (« El Fath »), qui attirent des visiteurs de la région de Maastricht. Elle compte aussi une église catholique de la paroisse (Église Sainte-Anne), une école primaire (Odaschool) et divers restaurants.
Brusselsepoort est facilement accessible en voiture et en transport public. Plusieurs bus Veolia desserve le quartier. Brusselsepoort est traversée par l'une des routes principales pour se rendre en Belgique, la Via Regia, et est bordée l'avenue Sainte-Anne et le Statensingel. La place de la Reine Emma (Koningin Emmaplein) agit comme point d'appui. Le stationnement est – du fait de la proximité du centre-ville, pour l'accès Brusselsepoort et aux autres équipements –  une problématique importante du quartier.

## Sources
- (nl) Cet article est partiellement ou en totalité issu de l’article de Wikipédia en néerlandais intitulé « Brusselsepoort (wijk) » (voir la liste des auteurs).

## Compléments